# Акейдия (национальный парк)
Национальный парк Акейдия (англ. Acadia National Park) — национальный парк США, включающий большую часть острова Маунт-Дезерт и прилегающие малые острова вблизи атлантического побережья штата Мэн. Территория парка включает горы, озёра, леса и океанское побережье. Кроме острова Маунт-Дезерт, парк включает также большую часть Иль-о-О, небольшого островка к юго-западу от Маунт-Дезерт, и часть соседнего острова Бейкер, а также несколько участков на полуострове Скудик, примыкающем к острову Маунт-Дезерт. Общая площадь парка 191,8 км², из них 123 км² на острове Маунт-Дезерт. Расположенный на острове город Бар-Харбор не входит в состав национального парка.
Акейдия — единственный национальный парк в Новой Англии и первый действующий парк к востоку от Миссисипи. В 2006 году занимал десятое место по посещаемости среди всех национальных парков США. Большая часть посещений приходится на июль, август и сентябрь.

## История

### До создания парка
Археологические данные показывают, что остров Маунт-Дезерт был населён уже 6000 лет назад. В историческое время тут жили индейцы вабанаки, занимавшиеся охотой и рыболовством. Первый их контакт с европейцами произошёл 5 сентября 1604 года, когда на острове высадилась французская экспедиция под командованием Самюэля де Шамплена, впоследствии основателя первых поселений французской Канады. С 1613 года остров оказался на ничейной земле между французской Канадой и английским Массачусетсом, и в течение 150 лет использовался только как навигационный ориентир. В 1688 году француз Антуан Ломе (известный также как де Ламот-Кадильяк) получил у правительства в аренду земли вдоль побережья Мэна, включая весь остров Маунт-Дезерт, но скоро отказался от идеи выстроить там феодальное государство. Позже он стал основателем Детройта.
В 1759 году британские войска окончательно уничтожили французское присутствие на побережье Мэна, и всё побережье оказалось открытым для заселения. Губернатор Массачусетса Френсис Бернард получил остров Маунт-Дезерт в концессию от британской монархии и в 1760 году предложил землю для бесплатной раздачи переселенцам. Две первых семьи, постоянно поселившихся на острове, были семьями Абрахама Соумса и Джеймса Ричардсона. После войны за независимость Бернард потерял права на остров, и новое правительство США передало западную часть острова Маунт-Дезерт его сыну, Джону Бернарду, а восточную — Марии Терез де Грегуар, внучке Кадиллака. Оба собственника быстро продали свои земли. В XIX веке увеличился поток переселенцев на остров. Основными занятиями жителей были сельское хозяйство и рыболовство. В середине века остров стал популярен среди художников, особенно пейзажистов школы Гудзона, в том числе Томаса Коула и Фредерика Чёрча, ценивших природную красоту острова. К 1880-м годам остров превращается в популярное место отдыха горожан, многие фермы были проданы и превращены в летние дачи. В 1880 году на острове действовали 30 гостиниц, а туризм был главным источником дохода. На острове проводили лето семьи Рокфеллеров, Морганов, Вандербилтов, Фордов, Карнеги. Это положение закончилось лишь с Великой депрессией, а в 1947 году пожар уничтожил большую часть вилл.
С начала XX века сторонники консервации земель и превращения их в природоохранную зону, во главе с Чарльзом Дорром, организовали Общество округа Хэнкок общественных земель (англ. Hancock County Trustees of Public Reservations). К 1913 году общество выкупило 6000 акров (около 25 км²) земли и предложило передать её федеральному правительству.

### После создания парка
Парк был создан по указу президента Вудро Вильсона 8 июля 1916 года как национальный монумент Сьер-Демонт. Чарльз Дорр стал первым суперинтендантом парка. С момента создания и по настоящее время парк находился под управлением Службы национальных парков США. 26 февраля 1919 года национальный монумент был преобразован в национальный парк Лафайет (в честь маркиза де Лафайета, участника войны за независимость США). Парк получил современное название — Национальный парк Акейдия — 19 января 1929 года.
С 1915 по 1933 год на деньги Джона Рокфеллера на острове Маунт-Дезерт была спроектирована и построена сеть гравийных дорог общей длиной около 50 км, включающая 17 гранитных мостов. Практически вся эта сеть используется по сей день.
17 октября 1947 года произошёл катастрофический пожар, в результате которого выгорело 40 км² леса. Пожар был одним из многих, произошедших в штате Мэн сухим летом 1947 года. Огонь тушили в течение нескольких дней; были задействованы силы береговой охраны, флота, армии, местных жителей и собранных со всей страны сотрудников Службы национальных парков. Существенная часть средств, потраченных на восстановление парка, была пожертвована семьёй Рокфеллеров.

## Геология и география

### Геология
Национальный парк Акейдия является типичной частью берегового пейзажа Мэна, возникшего в результате разрушения горного хребта, шедшего вдоль современного побережья, ледником, в результате таяния которого образовался залив Мэн. Результатом деятельности ледника является фьорд Соумс-Саунд, единственный фьорд на Атлантическом побережье США.
Приливная полоса составляет от трёх до четырёх метров. Большая часть побережья скальная, но встречаются каменистые и даже песчаные пляжи.
В парке иногда происходят землетрясения, но они относительно редки. С 1747 по 1992 год произошло всего 507 землетрясений.
Так, 2 октября 2006 года на территории парка произошло землетрясение магнитудой 4,2. Эпицентр был расположен в Атлантическом океане. Некоторые тропы и дороги были завалены камнями и временно закрыты.

### Климат
Климат парка является более умеренным, чем в других частях северной Новой Англии. 135 см осадков равномерно распределены в течение года. Температура может варьировать от −20 градусов зимой до +30 градусов летом. Зимой выпадает снег, но часто тает при потеплениях. Зимой и ранней весной часты снежные бури, и практически каждый месяц идут дожди. В парке часто ложится туман, наиболее вероятно это в июне. Поздней осенью и зимой случаются сильные ветры, переходящие в штормовые. Иногда через регион проходят ураганы.
В национальном парке с 1 ноября по 15 апреля официально считается зимним сезоном, когда большая часть туристических дорог и других объектов инфраструктуры закрыта.

### Природные зоны и экосистемы
Несмотря на небольшую площадь, национальный парк Акейдия содержит несколько различных видов природных ландшафтов: горы, озёра и пруды, леса, берега и пляжи, болота и другие территории, периодически заливаемые водой.

#### Горы
Весь центр острова занят горами, из которых самой высокой является гора Кадиллак (466 м). Это не самая восточная точка США, но из-за высоты горы, она получает осенью и зимой первые лучи солнца раньше любых других точек США. Все горы тектонического и вулканического происхождения, позже выровненные ледником. Горы на острове Маунт-Дезерт покрыты еловыми и сосновыми лесами. На вершину горы Кадиллак, единственной из всех, ведёт автомобильная дорога, закрытая в зимний сезон.
- Гора Кадиллак (бывшая Грин) — высота[6] 466 м;
- Сарджент — 418;
- Дорр (бывшая Флаинг-Скадрон) — 387;
- Пимитик — 380;
- Пинобскот (бывшая Джордан) — 364;
- Бернард — 326;
- Шамплен (бывшая Ньюпорт) — 322;
- Гилмор — 316;
- Болд — 297;
- Мэнселл — 289;
- Сидар-Суомп — 287;
- Паркмен (бывшая Литтл-Браун) — 287;
- Норт-Бабл — 266;
- Норумбега (бывшая Браун) — 260;
- Бич — 256;
- Саут-Бабл — 233;
- Югено-Хед — 223;
- Макфарленд — 221;
- Триад — 212;
- Акейдия (бывшая Робинсон) — 208;
- Янгз — 207;
- Сент-Савёр (бывшая Дог) — 207;
- Дэй — 177;
- Горэм — 160;
- Бихайв — 158;
- Флаинг — 87.

#### Леса
Парк находится в переходной зоне между северными хвойными и южными широколиственными лесами. Большая часть территории покрыта елово-сосновыми лесами, что отражает северное влияние. Отдельно встречаются рощи типичных для Новой Англии лиственных деревьев — бука, дуба, клёна и других. На северо-востоке парка находятся несколько уникальных, изолированных рощ: сосны (англ. pitch pine) и карликового дуба (англ. scrub oak), которые не произрастают севернее Акадии. На юге сосна Банкса англ. Jack Pine доходит до южной границы своего распространения, она не произрастает южнее Акадии. Большая часть леса восстанавливалась после пожара 1947 года и, тем самым, сейчас имеет возраст около 50 лет; лиственные деревья, такие, как берёза и тополь, получили большее распространение, чем до пожара, за счёт медленнорастущих хвойных пород.

#### Озёра
Озёра занимают площадь 1052 гектара, что составляет 7,4 % площади парка. Непосредственно в парке и на примыкающей территории расположены 14 Больших Прудов (англ. Great Ponds), каждый площадью не менее 4 гектаров, и 10 озёр меньшего размера. Некоторые из них имеют глубину более 30 м. Ниже представлен список Больших Прудов на территории парка.
1. Джордан-Понд — глубина 46 м;
2. Лонг-Понд — 34 м;
3. Игл-Лейк — 34 м;
4. Эйко-Лейк — 20 м;
5. Лонг-Понд (остров Иль-о-О) — 18 м;
6. Сил-Ков-Понд — 13 м;
7. Лоуэр-Хэдлок-Понд — 12 м;
8. Бабл-Понд — 12 м;
9. Аппер-Хэдлок-Понд — 11 м;
10. Уитч-Хоул-Понд — 10 м;
11. Хогдон-Понд — 7 м;
12. Раунд-Понт — 6 м;
13. Лейк-Вуд — 3 м;
14. Ант-Бетти-Понд — 2 м.

### Фауна
В парке водятся несколько десятков видов млекопитающих, в том числе койот, лиса, енот, выдра, виргинский олень, заяц, шесть видов летучих мышей (два из них наблюдают в парке практически ежедневно), несколько видов грызунов (длиннохвостый дикобраз, лесной сурок, три вида белок, бурундук, бобр (поголовье восстановлено в 1921 году), несколько видов мышей и полёвок), шесть видов кротов. Периодически в парке наблюдают крупных животных, как, например, лось, медведь и рыжая рысь. Когда-то на острове водились пума и волк. Предполагается, что они ушли на континент из-за увеличения масштабов человеческой деятельности и соответственного уменьшения количества составляющих их пищу мелких млекопитающих. В океане встречаются киты и дельфины; часто наблюдают обыкновенного тюленя.
Встречаются также амфибии (лягушки и саламандры) и рептилии (четыре вида змей и два вида черепах). В озёрах и ручьях встречаются 28 видов рыб, из которых 15 считаются традиционно обитавшими тут, а остальные — занесёнными.
В парке наблюдали 338 видов птиц. В 1984 году в парк начал восстановление поголовья сапсанов, которые не появлялись здесь с 1956 года и в 1960-х годах находились в США на грани вымирания.

### Города и населённые пункты
Крупнейший населённый пункт, город Бар-Харбор, расположен в северо-восточной части острова Маунт-Дезерт. Саутуэст-Харбор, на западной стороне фьорда Соумс-Саунд, представляет собой город рыбаков и кораблестроителей с самым большим круглогодичным населением на острове. Нортист-Харбор, на восточной стороне фьорда, состоит из частных коттеджей. Город Тремонт, в котором расположен маяк Басс-Харбор-Хед, находится на южной оконечности острова, самой удалённой от туристической инфраструктуры парка. Все эти города находятся за пределами Национального Парка Акейдия.

## Туризм и инфраструктура
В 2004 году в парке работало 100 служащих на постоянной основе. Дополнительно 130 служащих были наняты для временной работы в летние месяцы. Главой парка является суперинтендант.
Национальный парк Акейдия посещают более двух миллионов туристов в год, он замыкает десятку самых посещаемых национальных парков США. Средняя продолжительность визита составляет 3-4 дня. Въезд в парк платный; в 2008 году пропуск стоил 20 долларов США на машину и действовал неделю.
На территории парка расположены два кемпинга. В парке нет отелей, но они в достаточном количестве имеются на острове Маунт-Дезерт, прежде всего в Бар-Харбор. Для посетителей парка проложены 201 километров троп и 72 километров дорог, в основном гравийных. Большая их часть закрыта для посещения в зимний период, с 1 декабря по 15 апреля. Основу системы дорог составляет кольцевая дорога длиной 43 км, также закрытая зимой. Кроме того, через парк проходят асфальтированные дороги, соединяющие населённые пункты острова. Существуют возможности для плавания на байдарках и каноэ. Популярно также наблюдение птиц. в том числе экскурсии в океан для наблюдения за атлантическими тупиками.